# Stella Kjerulf
Stella Josephine Kjerulf Lütcherath, född 31 mars 1888 i Köpenhamn, död 2 november 1960, var en dansk skådespelare som medverkade i revyer och ett mindre antal stumfilmer. I april 1920 gjorde hon ett gästspel på Fenixpalatset i Stockholm på en revy tillsammans med bland andra Karl Gerhard och Lili Ziedner.

## Filmografi
- 1913 – Lykkens lunefulde Spil (regi Sofus Wolder)
- 1914 – Husassistenten (regi Holger-Madsen)
- 1914 – Millionær for en Dag (regi Robert Dinesen)
- 1914 – Ægteskab og Pigesjov (regi August Blom)
- 1914 – De Ægtemænd! (regi A.W. Sandberg)
- 1915 – Susanne i Badet (regi Lau Lauritzen Sr.)
- 1920 – Atlantas Knaldsucces (regi Kaj Mervild)
- 1921 – Atlantas Bortførelse (regi Kaj Mervild)